# モミジハグマ属
モミジハグマ属（モミジハグマぞく、学名：Ainsliaea、紅葉白熊属）はキク科の属の1つ。

## 特徴
多年草。根出葉がありロゼット状になる。花茎が出て葉は互生するが、花軸の途中に輪生状に葉をつけ、葉柄がある。花軸の先に穂状、あるいは円錐状に薄紫色の花を咲かす。頭花は3つの小花からなる。小花の花弁は細長く反り返る。総苞は狭い筒状になり、総苞片は多列あり、覆瓦状に並ぶ。日本から中国にかけた地域で30種ほどが知られる。日本では多くが山間部に自生する。

## 日本に分布する種
- モミジハグマ Ainsliaea acerifolia Sch.Bip. var. acerifolia
  - オクモミジハグマ Ainsliaea acerifolia Sch.Bip. var. subapoda Nakai
- キッコウハグマ Ainsliaea apiculata Sch.Bip.
  - リュウキュウハグマ Ainsliaea apiculata Sch.Bip. var. acerifolia Masam.
  - タマゴバキッコウハグマ Ainsliaea apiculata Sch.Bip. var. ovatifolia Masam.
- テイショウソウ Ainsliaea cordifolia Franch. et Sav.
  - ヒロハテイショウソウ Ainsliaea cordifolia Franch. et Sav. var. maruoi (Makino) Makino ex Kitam.
- エンシュウハグマ Ainsliaea dissecta Franch. et Sav.
- ホソバハグマ Ainsliaea faurieana Beauverd
- マルバテイショウソウ Ainsliaea fragrans Champ.
- オキナワハグマ Ainsliaea macroclinidioides Hayata var. okinawensis (Hayata) Kitam.
- ナガバハグマ Ainsliaea oblonga Koidz.

クサヤツデ属のクサヤツデ Diaspananthus uniflorus をこの属に入れる場合がある。
- クサヤツデ Ainsliaea uniflora Sch.Bip.

## ギャラリー

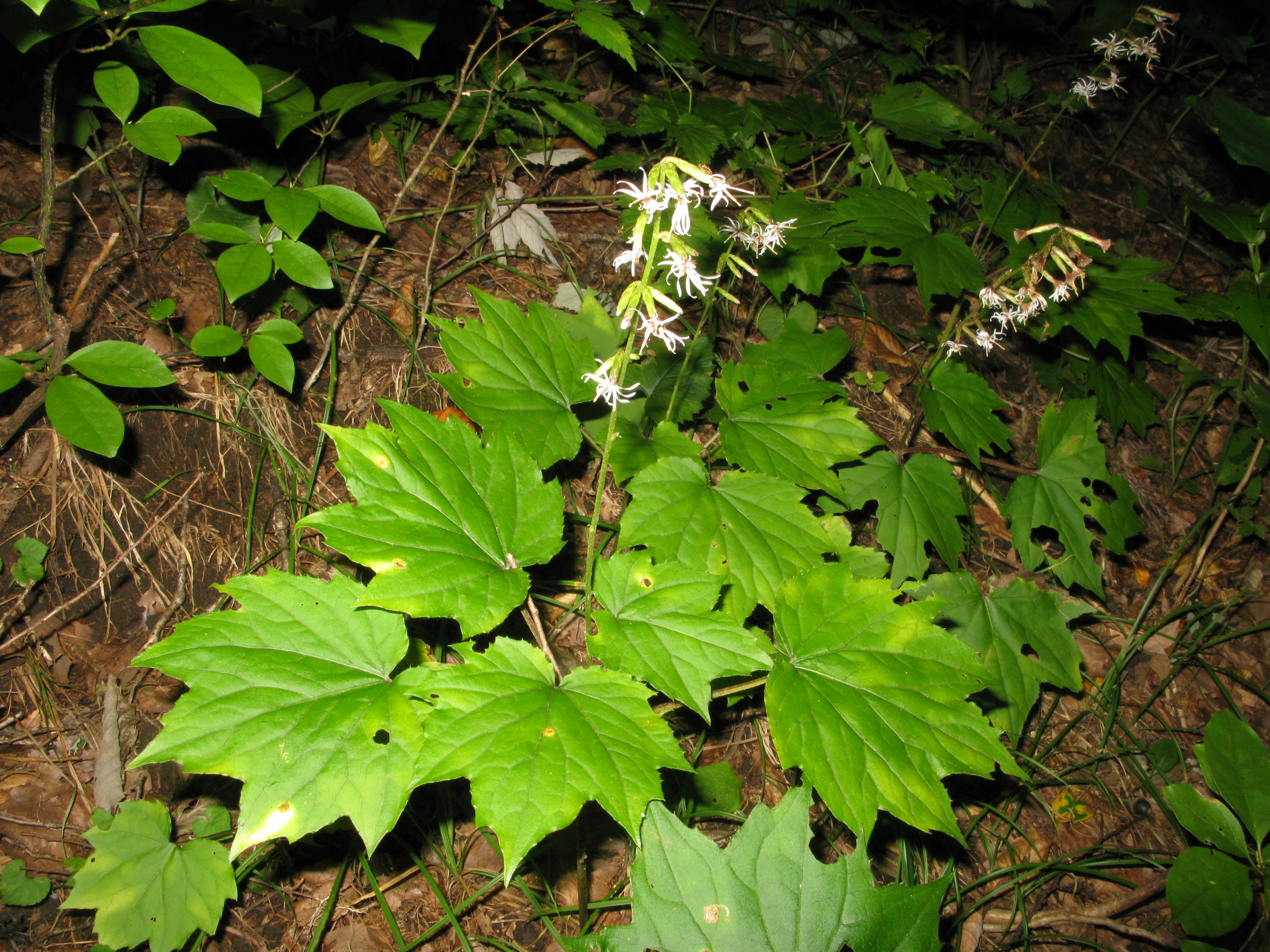
オクモミジハグマ
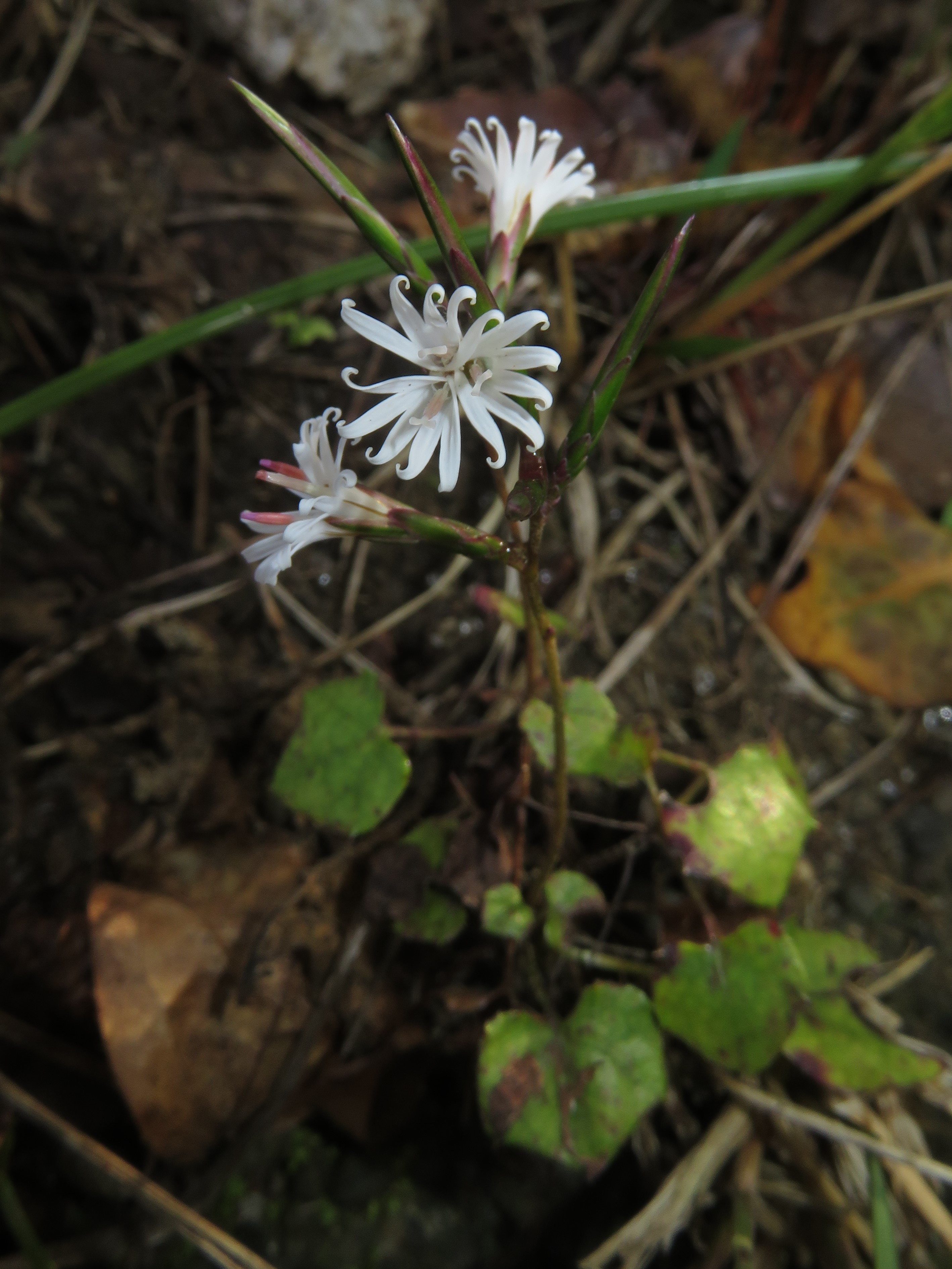
キッコウハグマ
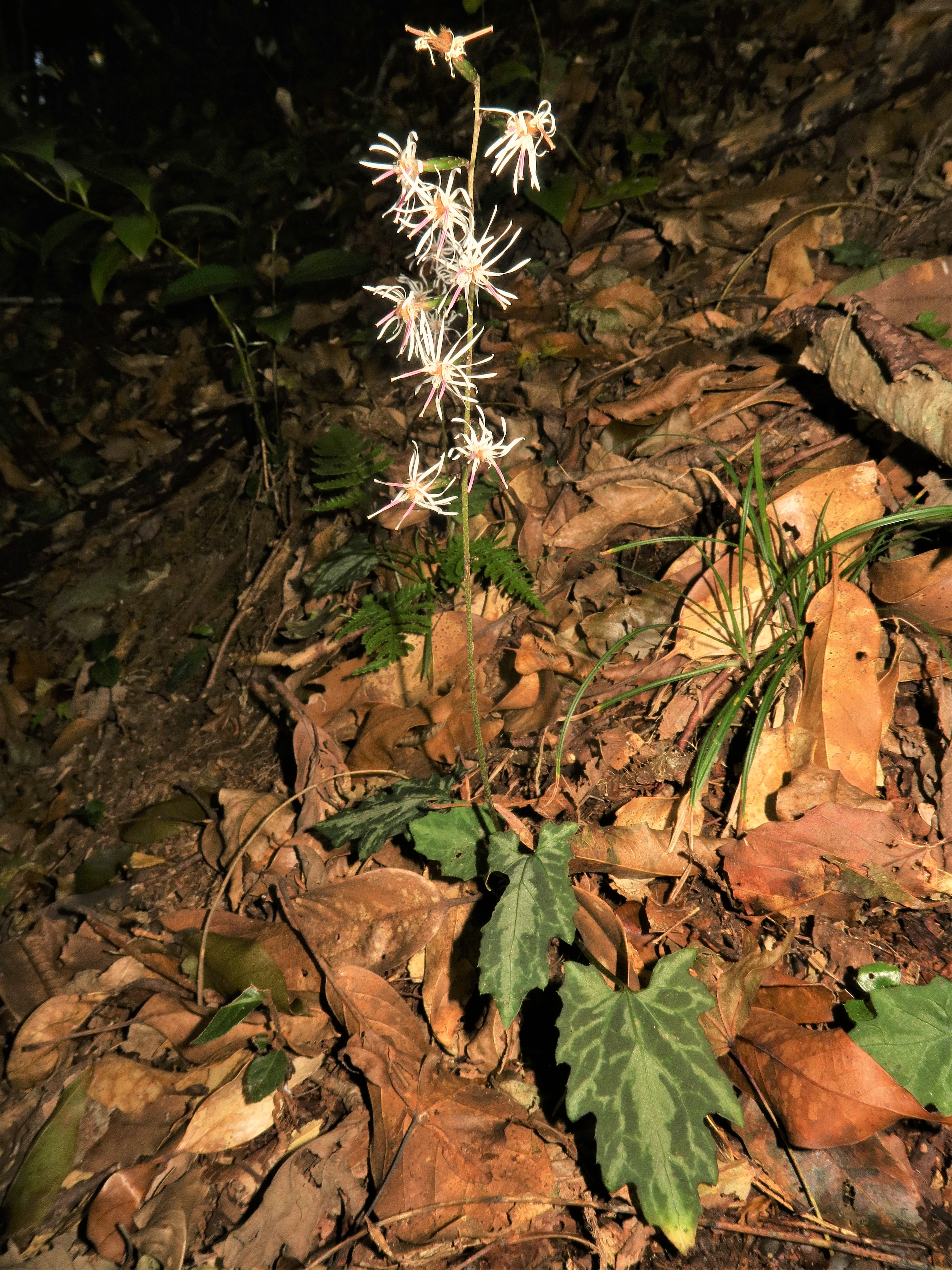
テイショウソウ
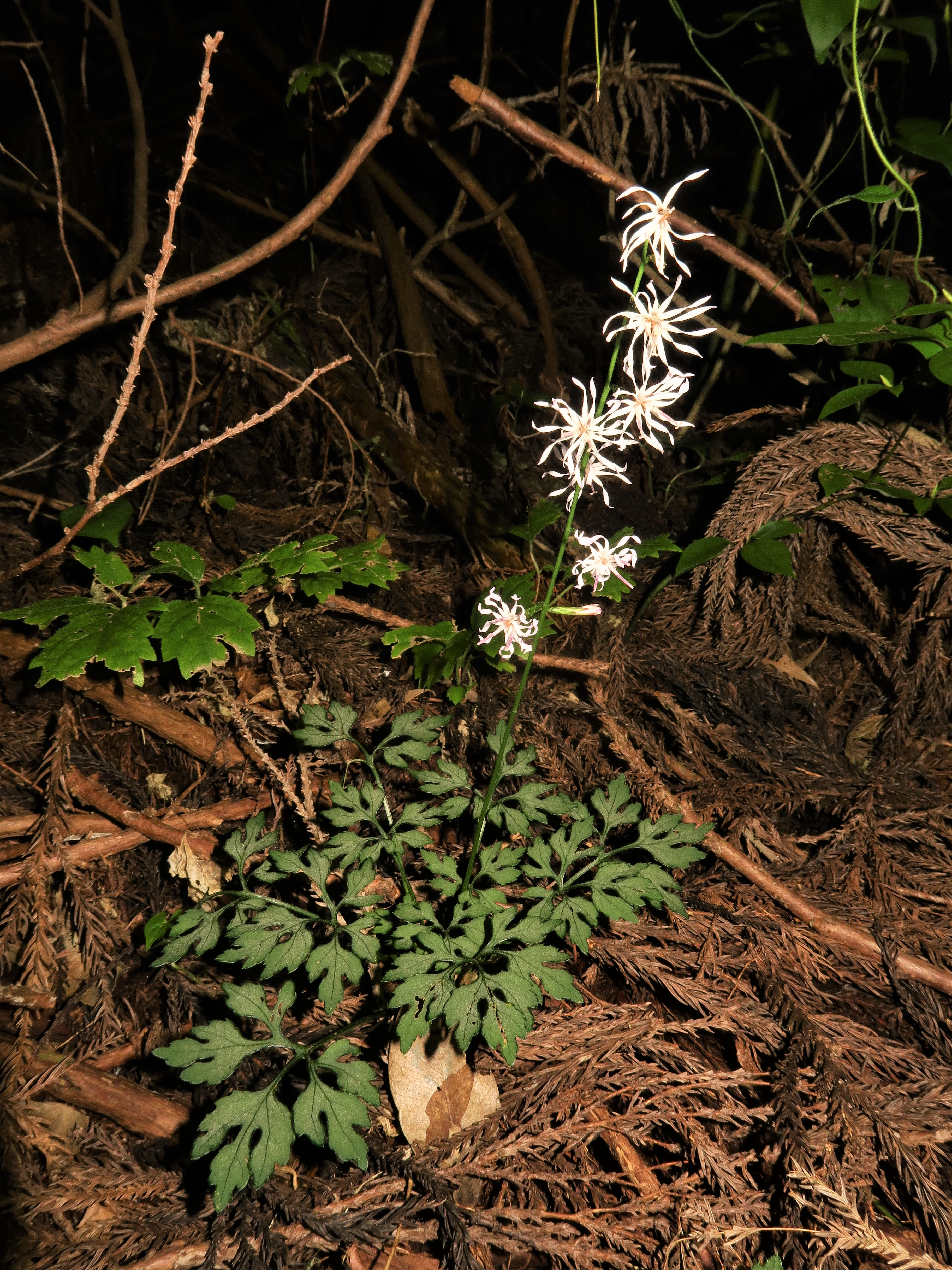
エンシュウハグマ